# Cvintă
În teoria muzicii, o cincime perfectă este intervalul muzical corespunzător unei perechi de sunete cu un raport de frecvență de 3:2, sau foarte aproape de asta.